# Orlando Balbo
Orlando “Nano” Balbo (Pellegrini, Provincia de Buenos Aires, 24 de octubre de 1948 - Neuquén, 19 de febrero de 2023) fue un maestro argentino, militante del Peronismo de Base (PB), secuestrado y torturado por la última dictadura cívico militar de Argentina.

## Breve reseña
Nació en Pellegrini, una pequeña localidad rural en la llanura pampeana. Sus abuelos paternos y maternos eran inmigrantes que se habían instalado en la zona como trabajadores rurales, actividad que continuarían sus padres. Hacia 1945 logran alquilar un campo e instalar un tambo. Orlando y sus hermanos asisten a la escuela primaria en la localidad. Continúa sus estudios hasta obtener el título de maestro.

En 1969, mientras cumplía el servicio militar obligatorio en la provincia del Neuquén, comenzó a trabajar como docente en una escuela anexa a la unidad militar orientada a los soldados conscriptos, muchos de los cuales pertenecían al mapuche. Paulo Freire fue su modelo en su trabajo como educador.
En 1970 se instaló en Neuquén para cursar estudios universitarios, inconclusos, en la recientemente fundada Universidad Nacional del Comahue a la par que continuó su trabajo docente en escuelas de la zona. La mañana del 24 de marzo de 1976, con 27 años de edad, fue secuestrado por un grupo de tareas comandado por Raúl Guglielminetti y trasladado a una dependencia policial, donde fue torturado.

Posteriormente, gracias a las gestiones realizadas por el obispo Jaime de Nevares, fundador de la Asamblea Permanente por los Derechos Humanos, logró abandonar el país y exiliarse en Roma. Había perdido el sentido del oído como consecuencia de las torturas sufridas. Permaneció en Italia hasta 1984.

A su regreso al país se instaló en Huncal, un paraje cercano a Loncopué, donde retomó su trabajo docente como educador de adultos en una comunidad mapuche. 
Trabajó en el área de formación docente de la Universidad Nacional de Comahue, desarrollando paralelamente funciones sindicales en la Asociación de Trabajadores de la Educación del Neuquén (ATEN) y la Central de Trabajadores de Argentina (CTA) de Neuquén.

## Libro
Guillermo Saccomanno, a quien había conocido mientras ambos cumplían el servicio militar, relató la vida de Balbo en el libro Un maestro. Una historia de lucha, una lección de vida, publicado en 2011.

## Distinción
La Universidad Nacional de Luján, lo distinguió con el doctorado Honoris Causa por su trayectoria.